# Мигдалева кислота
Мигдалева кислота — ароматична α-гідроксикислота, є білою кристалічною речовиною, розчинна у воді та полярних органічних розчинниках.

## Виділення та синтез
Мигдалеву кислоту отримують кислотним гідролізом мигдаленітрилу, який в свою чергу отримують з бензальдегіду і синильної кислоти. Мигдаленітрил також може бути приготовлений через проміжне отримання сполуки бензальдегіду з бісульфітом натрію :